# Worthy de Jong
Worthy de Jong, född 14 mars 1988 i Paramaribo i Surinam, är en nederländsk basketspelare.
Worthy de Jong fick sitt förnamn från NBA-spelaren James Worthy. Hans föräldrar flyttade till Amsterdam då han var två år. Han spelade under fler i det nederländska landslaget i 5x5-baket innan han började spela 3x3. Han deltog vid olympiska sommarspelen 2024 och var en del av Nederländernas lag som tog guld.